# Progress Live (album)
Progress Live è il secondo album live ed un doppio DVD dei Take That, usciti nel 2011.

## Tracce
1. Rule the World - 4:10
2. Greatest Day - 3:54
3. Hold Up A Light - 4:27
4. Patience - 3:28
5. Shine - 5:43
6. Let Me Entertain You - 5:54
7. Rock DJ - 4:28
8. Come Undone - 4:16
9. Feel - 4:27
10. Angels - 4:46
11. The Flood - 4:53
12. SOS - 3:58
13. Underground Machine - 4:58
14. Kidz - 6:51
15. Pretty Things - 4:05
16. When They Were Young Medley: A Million Love Songs/ Babe/ Everything Changes - 4:32
17. Back for Good - 5:14
18. Pray - 5:37
19. Love Love - 3:58
20. Never Forget - 7:31
21. No Regrets / Relight My Fire - 5:54
22. Eight Letters - 5:42